# برونو مندز
برونو مندز (انگلیسی: Bruno Mendes؛ زادهٔ ۲ اوت ۱۹۹۴) بازیکن فوتبال اهل برزیل است.
از باشگاه‌هایی که در آن بازی کرده‌است می‌توان به باشگاه فوتبال آوای، باشگاه فوتبال اتلتیکو پارانائنزه، باشگاه فوتبال ویتوریا گیماریش، باشگاه فوتبال بوتافوگو، و باشگاه فوتبال گوارانی اشاره کرد.
وی همچنین در تیم ملی فوتبال زیر ۲۰ سال برزیل بازی کرده‌است.